# Hemtjärnet (Älgå socken, Värmland)
Hemtjärnet är en sjö i Arvika kommun i Värmland och ingår i Göta älvs huvudavrinningsområde. Sjön har en area på 0,0728 kvadratkilometer och ligger 208 meter över havet.

## Delavrinningsområde
Hemtjärnet ingår i det delavrinningsområde (661522-131040) som SMHI kallar för Utloppet av Älgsjön. Medelhöjden är 176 meter över havet och ytan är 36,03 kvadratkilometer. Räknas de 4 avrinningsområdena uppströms in blir den ackumulerade arean 51,02 kvadratkilometer. Älgån (Mörtebäcken) som avvattnar avrinningsområdet har biflödesordning 3, vilket innebär att vattnet flödar genom totalt 3 vattendrag innan det når havet efter 275 kilometer. Avrinningsområdet består mestadels av skog (70 procent). Avrinningsområdet har 7,69 kvadratkilometer vattenytor vilket ger det en sjöprocent på 21,3 procent.